# Тіемоко Конате
Тіемоко Конате (фр. Tiémoko Konaté, нар. 19 квітня 1990, Абіджан) — івуарійський футболіст, що грав на позиції півзахисника. Виступав, зокрема, за клуб «Спарта» (Прага), а також національну збірну Кот-д'Івуару. Володар Кубка Чехії та чемпіон Чехії.

## Клубна кар'єра
Тіемоко Конате народився 1990 року в місті Абіджан. Розпочав займатися футболом у клубі ЕФІМ, а в 2011—2012 роках грав у складі клубу «Африка Спортс». у 2012 році івуарієць перейшов до чеського клубу «Спарта» (Прага), в якій грав до 2018 року. У складі празької команди Конате став володарем Кубка Чехії та чемпіоном Чехії.
Протягом 2018—2019 років івуарійський півзахисник грав у складі іншого чеського клубу «Млада Болеслав». У 2019—2023 роках Конате грав у складі данської команди «Вендсюссель», після чого завершив виступи на футбольних полях.

## Виступи за збірну
У 2012 році Тіемоко Конате провів свій єдиний матч у складі національної збірної Кот-д'Івуару.

## Титули і досягнення
- Володар Кубка Чехії (1):

«Спарта» (Прага): 2013–2014
- Чемпіон Чехії (1):

«Спарта» (Прага): 2013–2014